# Ільющенко Іван Арсенійович
Іван Арсенійович Ільющенко — український дипломат. Член колегії Міністерства закордонних справ Української РСР (з 1970). Директор департаменту Секретаріату Європейської Економічної Комісії ООН в Женеві. Працював в цій міжнародній організації за квотою Української РСР.
У 1972 році брав активну участь в організації поїздки Іраїди Шелест, дружини першого секретаря Комуністичної партії України, члена Політбюро ЦК КПРС, голови Ради міністрів УРСР Петра Юхимовича Шелеста, до Женеви.

## Нагороди та відзнаки
- Почесна грамота Президії Верховної Ради УРСР (1972)
- Орден Трудового Червоного Прапора (1972)[2]